# Gustave Wuyts
Gustave Wuyts, född 27 februari 1903, död 13 januari 1979, var en friidrottare från Belgien. Han deltog vid olympiska sommarspelen 1920.